# Antônio Raposo Tavares
 (février 2020).
Si vous disposez d'ouvrages ou d'articles de référence ou si vous connaissez des sites web de qualité traitant du thème abordé ici, merci de compléter l'article en donnant les références utiles à sa vérifiabilité et en les liant à la section « Notes et références ».
Antônio Raposo Tavares (Beja, 1598 - São Paulo, 1658), bandeirante pauliste, étendit le territoire brésilien contre les Espagnols.

## Biographie
Il arriva au Brésil en 1618 en compagnie de son père, Fernão Vieira Tavares, gouverneur de la capitainerie de São Vicente.
S'occupa de la capture des indigènes pour le travail esclave dans les moulins à sucre.
En 1622, il s'établit à São Paulo, d'où est parti sa première bandeira six ans plus tard (1628).
Cette expédition comprenait 900 Paulistes et métis renforcés par 2000 guerriers Tupis. Du point de vue militaire, elle comprenait quatre compagnies. Ses prétextes allaient de la chasse aux hérétiques à la récupération d'esclaves Tupis, Tememinos et Carijós, en fuite. Ils attaquèrent d'abord les villages guaranis libres puis ceux sous la protection des Jésuites et, ce, avec une grande cruauté. Les captifs acheminés sur un long parcours étaient tués lorsqu'ils ne pouvaient pas suivre le convoi. Cette expédition permit d'annexer au Brésil les actuels États du Paraná, de Santa Catarina et du Mato Grosso do Sul.
À son retour à São Paulo, en 1633 Raposo Tavares devint juge ordinaire, fonction qu'il abandonna rapidement pour être inspecteur de la Capitainerie de São Vicente. Trois ans plus tard, il partait en une nouvelle expédition, cette fois-ci pour expulser les Jésuites espagnols établis dans la région de Tapes dans l'actuel Rio Grande do Sul.
De 1639 à 1642, il fit partie des forces qui luttèrent contre les invasions hollandaises dans les capitaineries de Bahia et de Pernambouc.
Sa dernière expédition fut la bandeira appelée des Limites. Elle est considérée comme étant le premier voyage circonvenant le territoire brésilien. Il partit de São Paulo en 1648 à la recherche d'argent, accompagné de blancs, de métis et plus de mille Indiens
L'expédition a parcouru plus de 10 000 kilomètres le long des cours du Rio Paraguay, du Rio Grande, du Río Mamoré, du Río Madeira du Rio Amazone dont il atteint l'embouchure à Gurupá, au Pará, avec une troupe réduite à 59 blancs et quelques Indiens. De la ville de Belém, les survivants de l'épique traversée de la forêt amazonienne rentrèrent à São Paulo où Raposo Tavares mourut peu après.